# برخیز و بخوان!
برخیز و بخوان! (انگلیسی: Awake and Sing) نمایشی از کلیفورد اودتس است، که برای اولین بار در ۱۹۳۵ به روی صحنه رفت. برخیز و بخوان چندین‌بار در قرن بیست و بیست و یکم بازآفرینی شده‌است. داستان این نمایش در محله برانکس در ۱۹۳۳ جلو می‌رود و در مورد خانواده‌ای است که سعی می‌کنند در سخت‌ترین شرایط ممکن دوام بیاورند.